# 丁令威

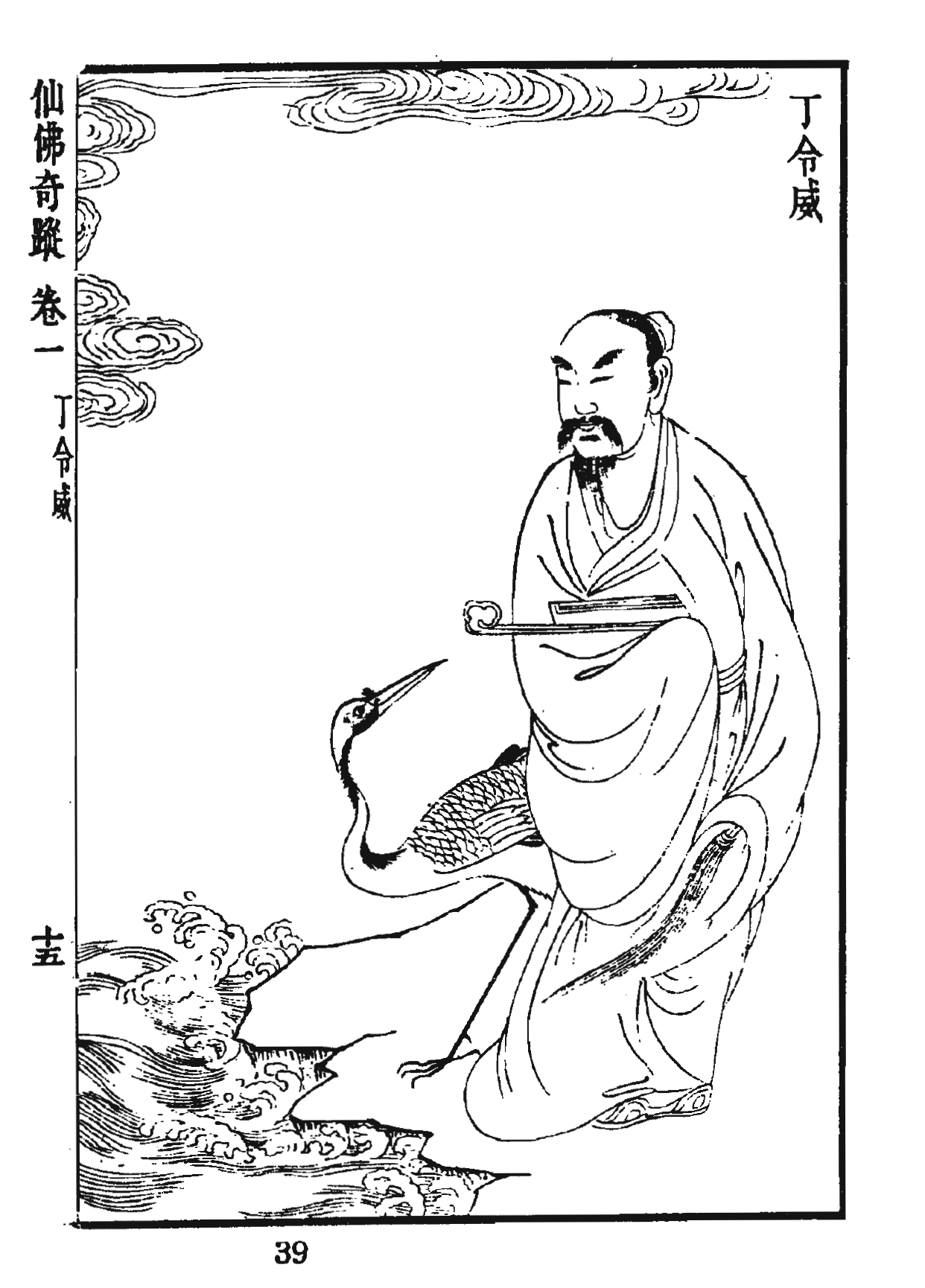
仙佛奇蹤 卷一 丁令威

丁令威，道教崇奉的古代仙人。西汉时期辽陽鹤野（今辽宁省亮甲附近）人，原是一位州官，为政廉洁，爱民如子，两袖清风。为官之余，他的最大乐趣就是养鹤。传说曾学道于灵墟山，后驾鹤升仙。丁令威成仙传说载于六朝小說《搜神后记》。《逍遥墟经》记载，丁令威成仙后化为仙鹤。部分道教徒认为明朝道士张三丰为丁令威转世。（太极拳中有“白鹤亮翅”的招式。）

## 生平事迹

### “驾鹤飞升”的故事
据载，丁令威是辽阳鹤野人，曾是辽阳刺史。他为政廉洁，爱民如子。为官之余，他的最大乐趣就是养鹤。丁令威任职时期，适逢洪灾，人民四处逃荒，哀鸿遍野。丁令威曾多次呈书京都，希望开仓济民，却音讯杳无。因不忍见百姓处于危难之中，丁令威私自下令开官仓赈济灾民，这在当时属于不赦之例，因此丁令威也就面临杀头了。
丁令威被绑赴法场，要求临刑前再见见他的鹤。监斩官便差人把他家的一只白鹤牵到法场。往常这只鹤见着主人，总是展开翅膀翩翩起舞。可是，此时此刻，白鹤见了主人却两眼垂泪，不住地对空长鸣。就在这当儿，只听半空中也传来一声鹤鸣，接着又有一只白鹤凌空而下，那正是三年前飞走的一只。两只鹤象久别重逢，互相吻颈……就在监斩官命令刀斧手开斩时，只见两只鹤展开了双翅交叉在一起形成一板平云，丁令威不知不觉地稳坐在了上面。刹时，法场上狂风四起，飞砂走石，天昏地暗，还没等刽子手刀落，丁令威已乘着两只鹤腾空而去。白鹤驮着他飞到了太平府灵虚山去学道……

### 典籍记述
- 诗人陶渊明的《搜神后记》第一篇，原文记述 ：“丁令威，本辽东人，学道于灵虚山。后化鹤归辽，集城门华表柱。时有少年，举弓欲射之。鹤乃飞，徘徊空中而言曰：有鸟有鸟丁令威，去家千年今始归。城郭如故人民非，何不学仙冢垒垒。遂高上冲天。今辽东诸丁云其先世有升仙者，但不知名字耳。”
- 清康熙《江南通志》：“丁令威，辽东人，为泾县令。游姑孰，乐灵墟山泉石幽秀，炼丹于此。丹成，翔虚去。”[2]
- 《舆地纪胜》云：“灵墟山在当涂县城东三十五里，世传丁令威得道飞升之所。山椒有坛，址犹存。”

## 历史影响

### 宗教文化影响
- 在中国道教成仙的人物中，丁令威也极负盛名。在“紫丁香谜苑”网编录的《中国神话人物辑》中，丁令威不仅与妇孺皆知的“八仙，寿星，七仙女，二郎神”等齐名，而且与“尧，禹，轩辕，苍颉”等华夏精英并列榜上。在《中国道教》第三卷记有：“‘嵩岳嫁女’中记述西王母宴会周穆王，汉武帝的场面”。席间，“麻姑弹琴，谢自然击筑，丁令威唱歌，王子晋吹笙”。
- 流传千百年的《道教三字经》有：“七岁童，丁令威，学仙道，千年归。”足以看出丁令威及其得道的故事，在道教中被重视以及被普及的程度。
- 一些道教人士认为丁令威是张三丰的前世。

### 文学影响
- 在中国的文史典故和成语故事中，丁令威的影响很大。其中，“千年华表”，“城郭人民”，“丁令威”，“辽东鹤”，“离家千年”， 甚至“有鸟有鸟”等被随处引用。 成语“千年鹤归”、 “开仓赈济”、“驾鹤飞升”、“灵虚学道”、太极拳中有“白鹤亮翅”等也与丁令威有关。
- 丁令威这个人物不仅在《搜神后记》中出现，还经常出现在《太平广记》、《新游侠列传》、《续金瓶梅》等等各朝各代的各类文学作品之中。
- 丁令威其人其事是中国古代许多诗人词客喜爱的素材。

### 萍踪仙迹
辽阳昔日八景先有“华表仙因”，后有“华表仙桩”，当年旗仓胡同有“华表柱”，今天城东邱家堡子有华表山。
苏州有丁令威宅；当涂有灵虚山；鞍山有仙人台，来鹤亭；诸暨西岩有月台，丹井，登云跳，丁公鹤。

## 有关丁令威的部分诗词
(清)康熙帝《巡幸辽阳》最后两句咏道：“ 欲问襄平旧郛郭，千年华表鹤飞翔。”
(清)乾隆帝《辽阳怀古》中咏道 ：“唐宗战垒久成空，管邴曾闻度海东。只有千年华表鹤，时看来往白云中。”
李白在《姑孰十咏，灵虚山》中咏道：“丁令辞世人，拂衣向仙路。伏炼九丹成，方随五人去。松萝蔽幽洞，桃杏深隐处。不知曾化鹤，辽海几归度。”
杜甫在《陪李七司马皂江上观造竹桥》中咏道：“伐竹为桥结构同，褰裳不涉往来通。天寒白鹤归华表，日落青龙见水中……”；《卜居》：“归羨辽东鹤，吟同楚执圭。……”
杜牧（晚唐杰出诗人）有“千年鹤归犹有恨，一年人住岂无情”
庾信（1500年前南北朝时的文学家、诗人）写过 “道士封君达，仙人丁令威，煮丹于此地，居然未肯归”的诗句。
欧阳修有“归来恰是辽东鹤，城郭人民。触目皆新，谁识当年旧主人”
苏东坡（北宋大文学家）有“古观久已废，白鹤归何时？我岂丁令威，千岁复还兹”.
王安石（北宋杰出的政治家、思想家、文学家、改革家）的“当日漫留华表语，而今误我秦楼约”。
文天祥（南宋杰出爱国诗人）的 《金陵驿》：“草合离宫转夕晖，孤云飘泊复何依！ 山河风景原无异，城郭人民半已非。满地芦花和我老，旧家燕子傍谁飞？ 从今别却江南路，化作啼鹃带血归。”
陆游（南宋爱国诗人）的《寓驿舍》中有“九万里中鲲自化，一千年外鹤仍归”
陆游的《沁园春》中，亦有“孤鹤归飞，再过辽天，换尽旧人。念累累枯冢，茫茫梦境，王侯蝼蚁，毕竟成尘。”